# هيو هاليداي
هيو هاليداي هو مؤرخ عسكري كندي، ولد في 1940.